# Yoga Journal
Yoga Journal är ett amerikanskt medieföretag som är utgivare av ett magasin, en webbplats och DVD:er, samt arrangerar konferenser inom ämnena yoga, mat och näringslära, träning, välbefinnande, mode och skönhetsråd. Magasinet Yoga Journal grundades 1975 och har år 2010 en upplaga på 350 000 .